# Hoa Lư (ville)
Hoa Lư (anciennement Ninh Bình) est une ville du nord du Việt Nam située dans la province portant le même nom (province de Ninh Bình) à 93 km au sud de Hanoi. Le 1er janvier 2025, la ville de Ninh Bình et le district de Hoa Lư ont fusionné pour former la ville de Hoa Lư.

## Transport

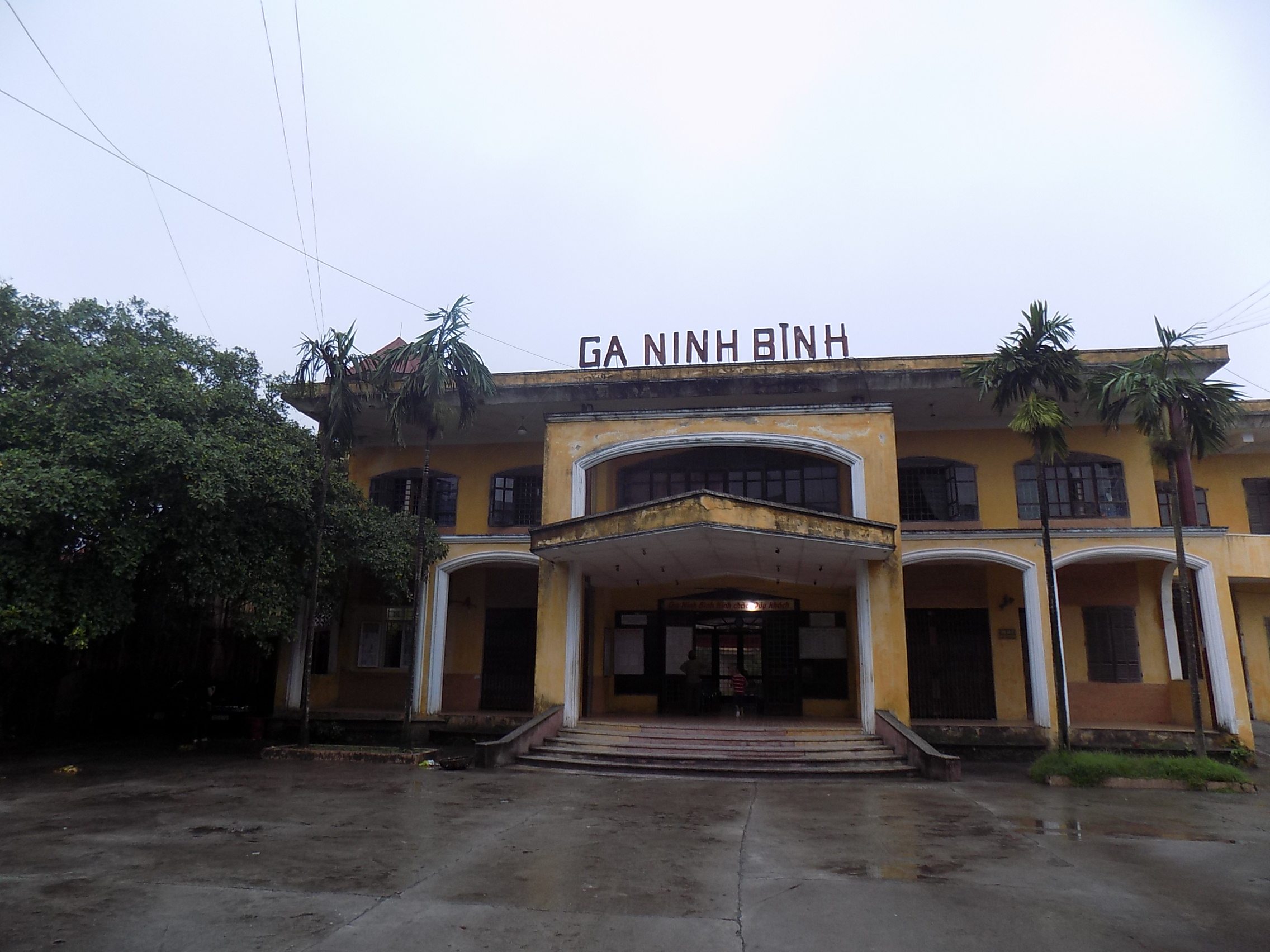
La gare en 2014.

Hoa Lư est desservie par les routes nationales : , , ,  et . 
Elle se trouve à trois heures de bus ou de train de Hanoi et  l'autoroute  permet d'y accéder en deux heures.

## Administration
- Population : 319 225 personnes
- Superficie : 15 023 hectares

La ville de Hoa Lư comprend quatorze quartiers : Van Giang, Thanh Binh, Nam Binh, Bich Dao, Nam Thanh, Phuc Thanh, Tan Thanh, Ninh Phong, Dong Thanh, Ninh Son, Ninh Tien, Ninh Phuc, Ninh Nhat, Ninh Phong.

## Tourisme
Centre politique, économique, social et culturel de la province de Ninh Bình. Elle est essentiellement la porte d'entrée de la célèbre baie d'Halong terrestre, ainsi nommée en raison de la présence de pics karstiques au milieu des rizières, similaires à ceux de la baie d'Along. 
Parmi les sites touristiques que compte Hoa Lư, se trouvent le mont Non Nuoc, au sommet duquel le lieutenant Bernard de Lattre de Tassigny a été tué le 30 mai 1951 pendant une offensive du Việt Minh, ainsi que le temple Truong Hang Sieu et le mont Ky Lan.
La province de Ninh Binh compte également d'autres destinations touristiques célèbres. C'est notamment le cas de Tam Cốc - Bích Động, à 6 km du centre de Hoa Lư, dont les pics calcaires et les paysages spectaculaires en font un lieu touristique important. 
Une façon de visiter Tam Coc, dont la traduction littérale signifie "les trois grottes", est de suivre la rivière Ngo Dong en barque, parcours très prisé par les touristes.
La réserve naturelle de Van Long, surnommée "la baie sans vague", est moins fréquentée. La faune et la flore y sont riches et diversifiées. Elle est la plus grande réserve naturelle du Nord du Vietnam et est également connue pour abriter le Langur de Delacour. 
La visite de Tran An quant à elle débouche sur un grand complexe en béton développé pour la clientèle asiatique. 
Pour se rendre à la récente réserve des oiseaux de Tung Nam (Vuong chim), avec ses aigrettes et ses hérons gris, il faut accéder à un grand hôtel derrière Bich Dong pour utiliser une barque. Quant à la visite du village flottant de Kenh Ga il est nécessaire de faire la promenade en bateau à moteur.
En terme d'architecture, la région à l'est de Nam Dinh (30 km au nord de Hoa Lư), grand centre du catholicisme vietnamien, compte de nombreuses églises ; on y trouvait une cathédrale du XIXe siècle, Bui Chu, démolie en 2020.
À 5 km de Tam Coc, le pic de Hang Múa offre une vue panoramique de toute la région au terme d'une ascension de 450 marches. L’ancienne capitale de Hoa Lu, située à 15 km de Tam Cốc, abrite deux temples dédiés aux premiers rois du Vietnam et la plus grande pagode du monde, la pagode de Bái Đính, à 5 km de Hoa Lu. Dans la région se trouvent également le parc national de Cuc Phuong, le village lacustre de Khen Ga et la cathédrale de Phat Diem, à 34 km de Tam Cốc, dont l'architecture « sino-gothique » détonne avec l'architecture locale.
 (décembre 2010).

## Monuments et patrimoine
- La pagode de Bich Dong ou "Pagode de Jade" : construite en 1428, mais redécouverte à la fin du XVIIIe siècle par le seigneur Trinh Sam.
- L’ancienne capitale Hoa Lu
- Le complexe bouddhique de Bai Dinh
- La cathédrale de Phat Diem

## Parcs naturels
- Le complexe éco-touriste de Trang An, réputé pour ses tours en barque.
- Le parc Thung Nham, où deux grottes sont visitables.

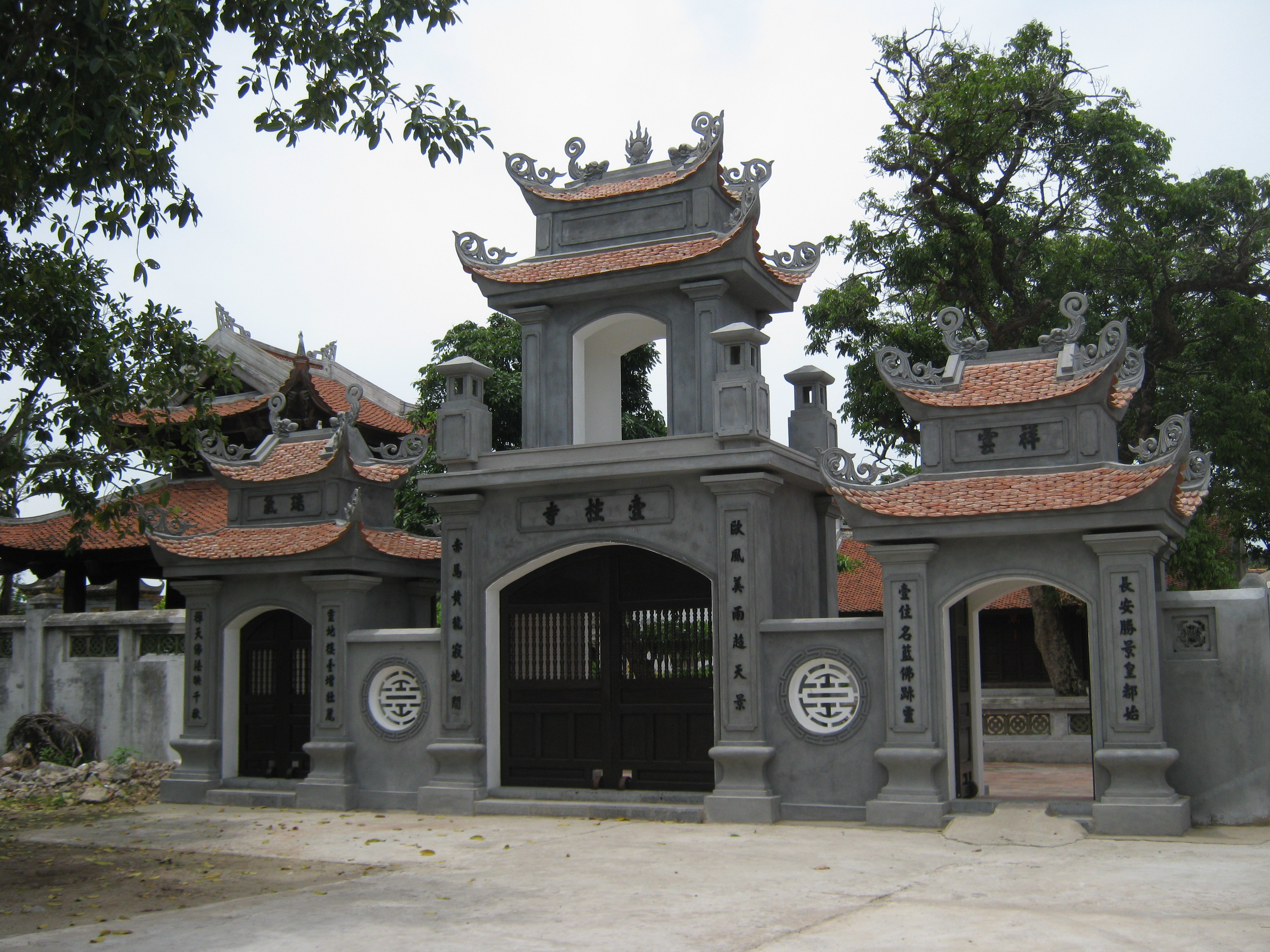
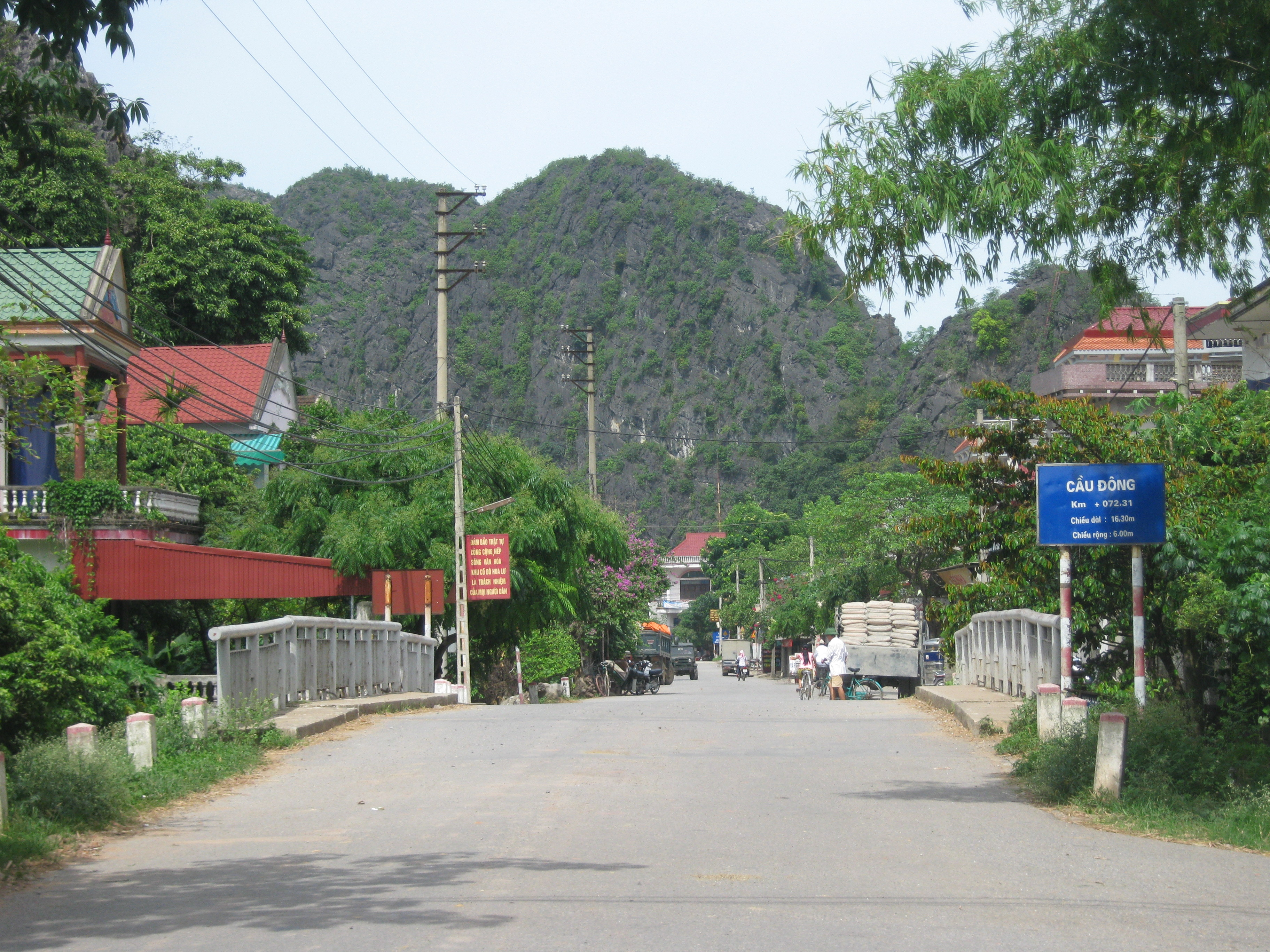
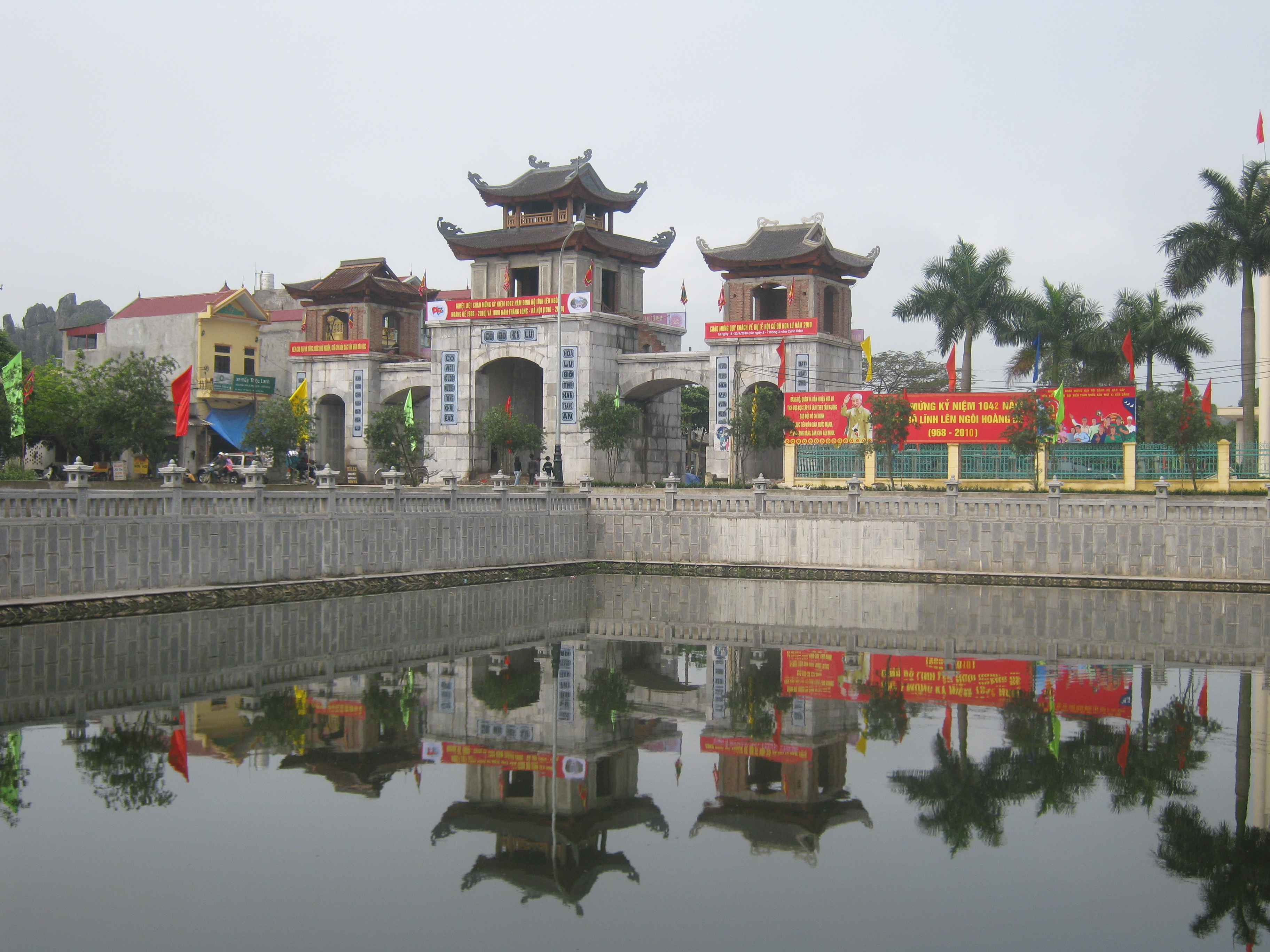
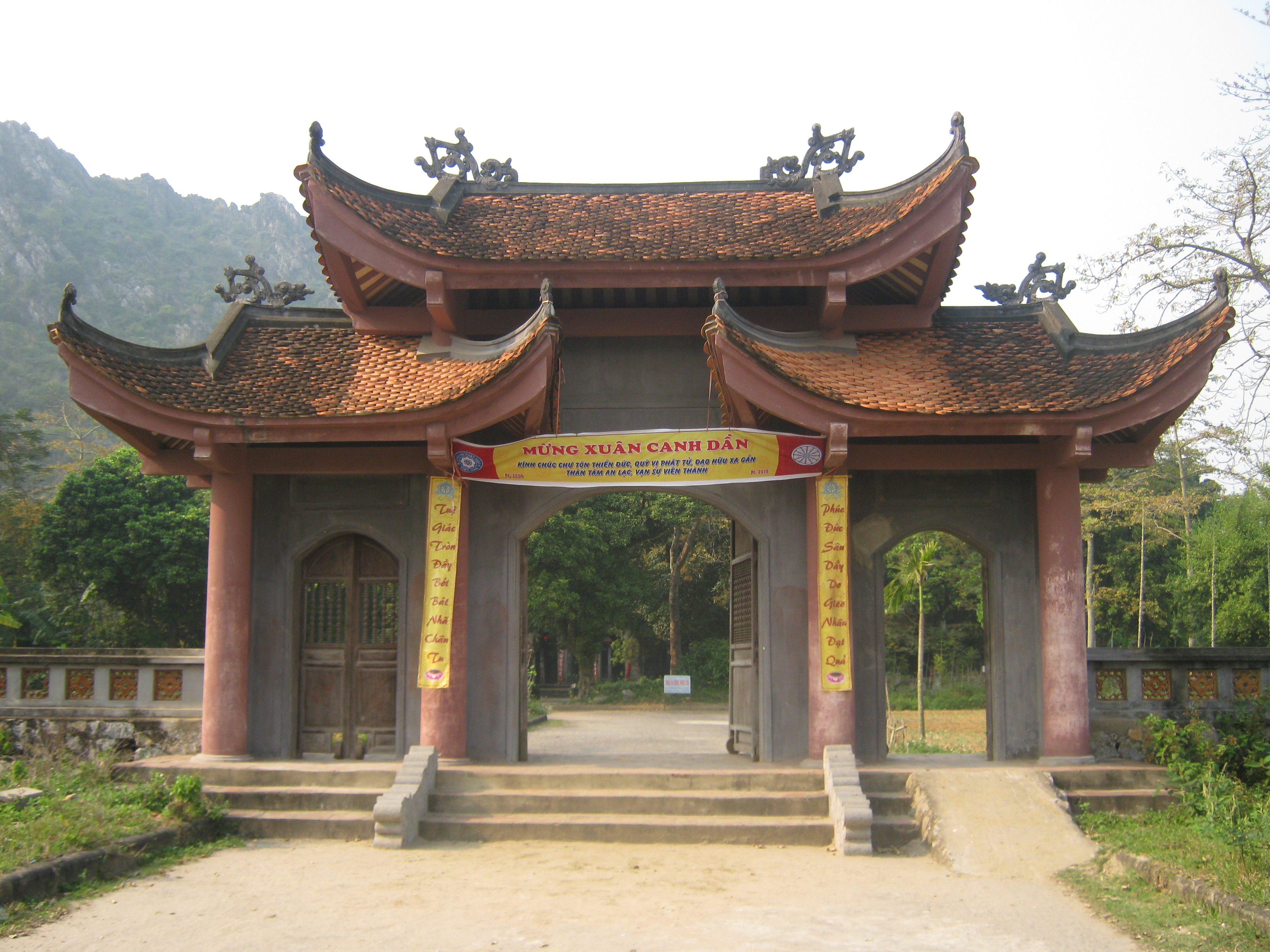
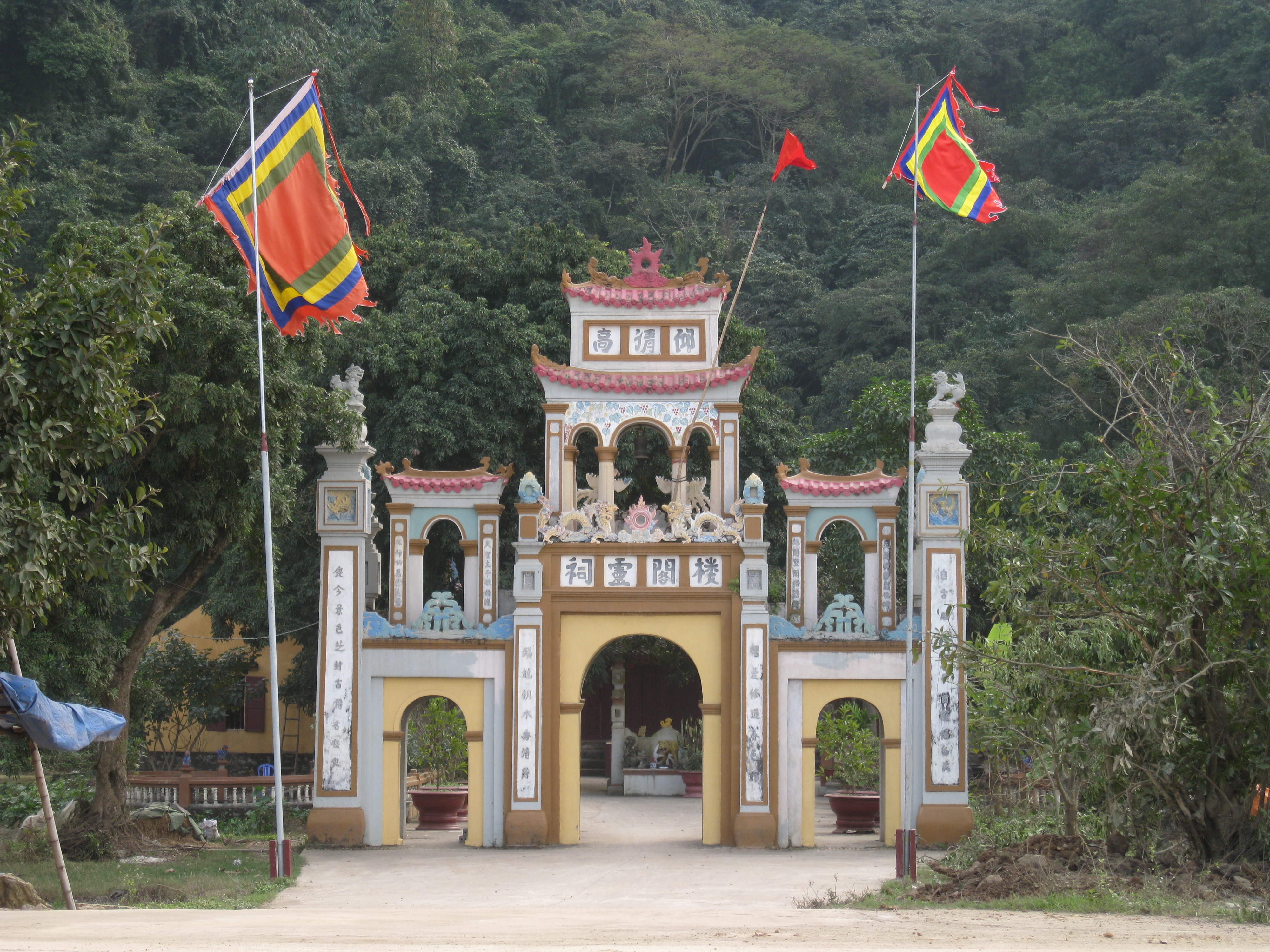
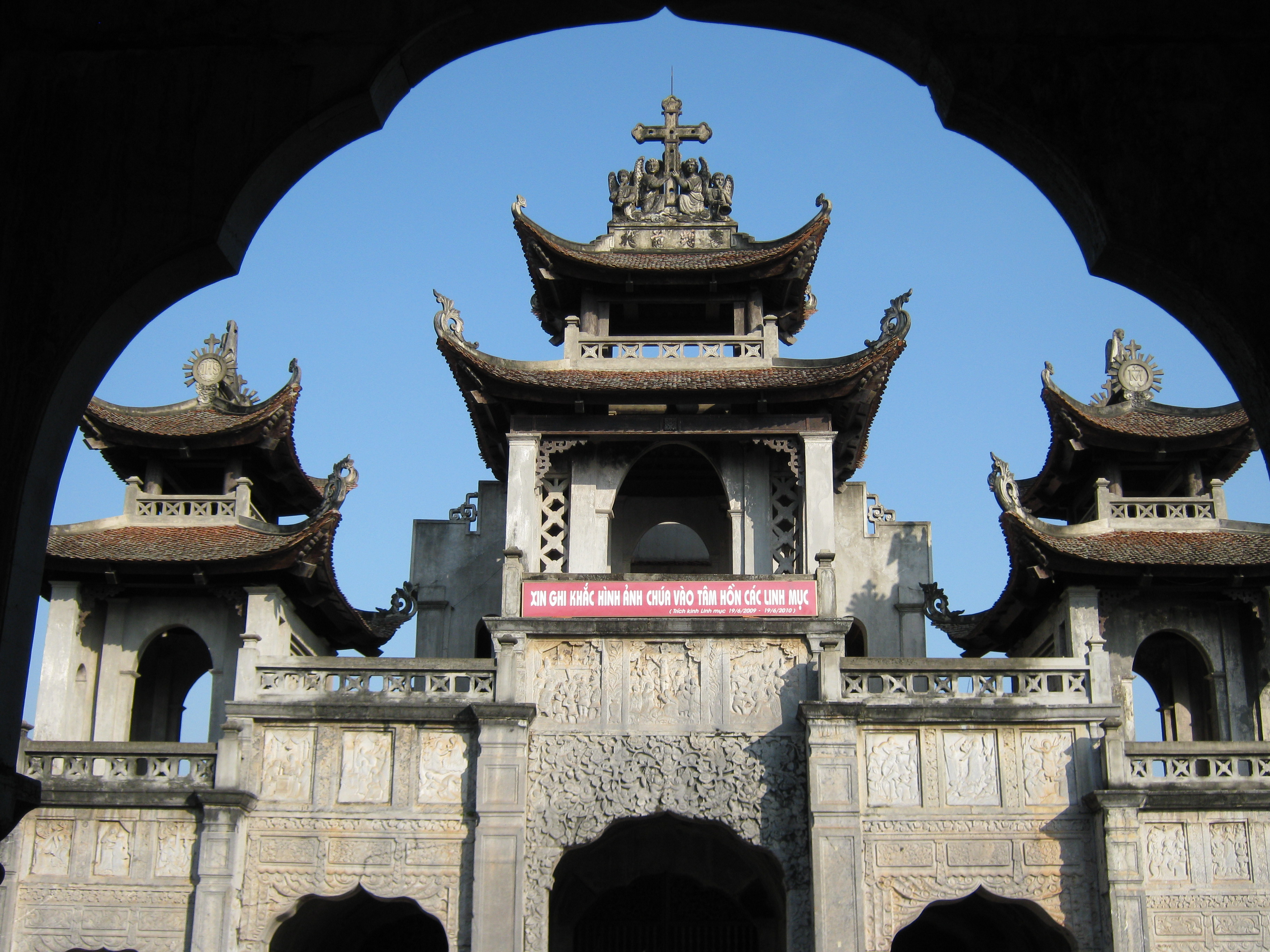
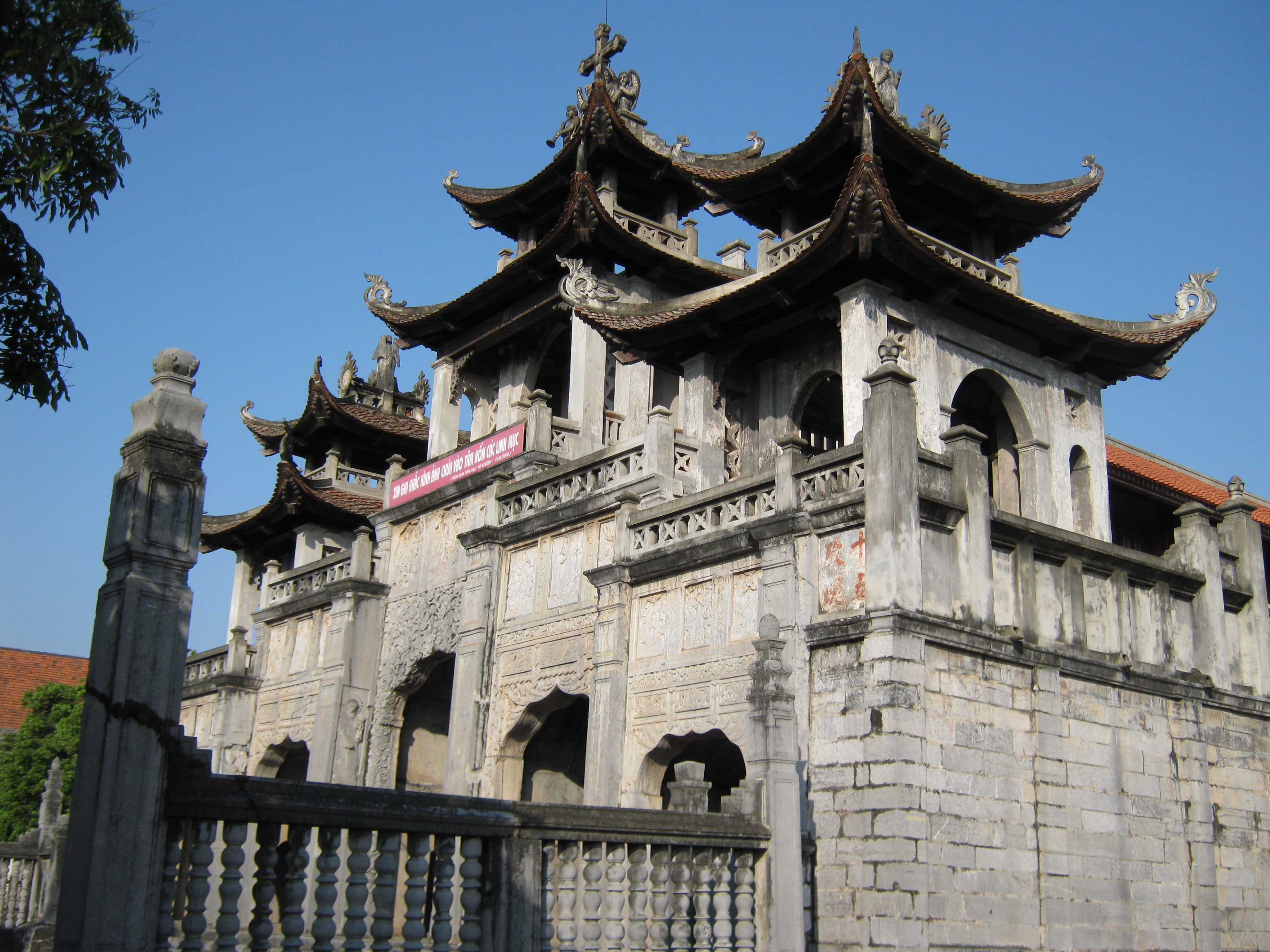
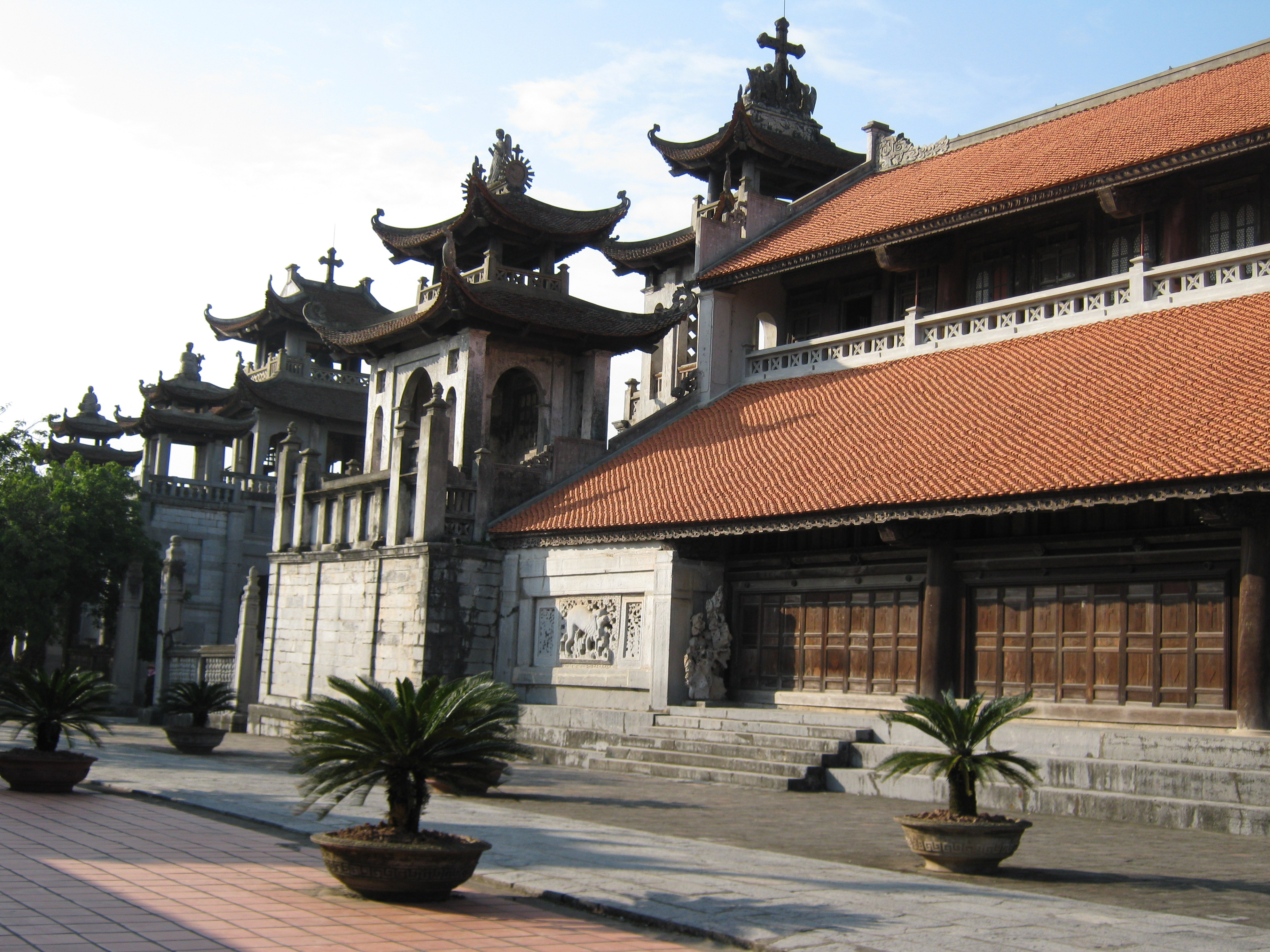
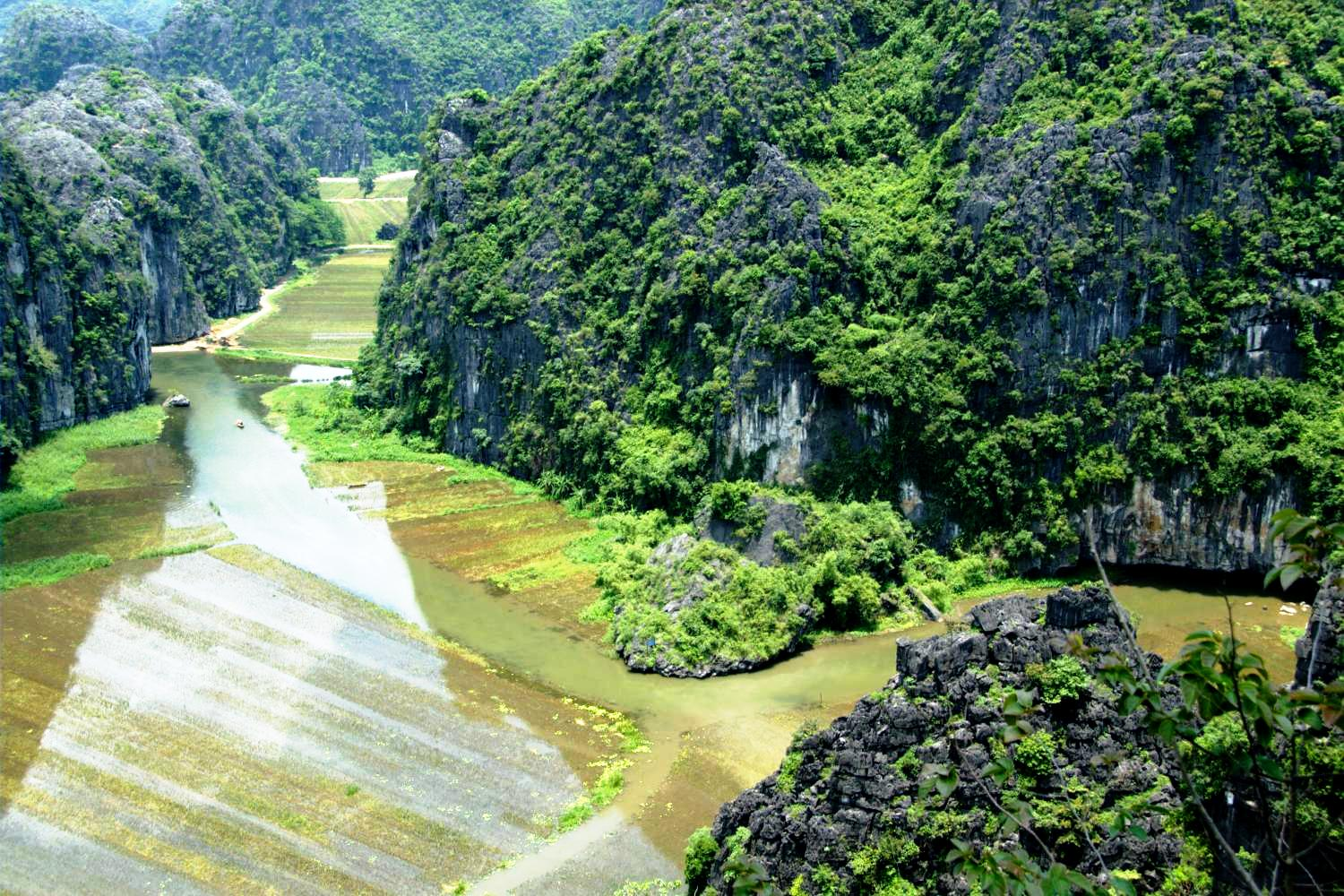
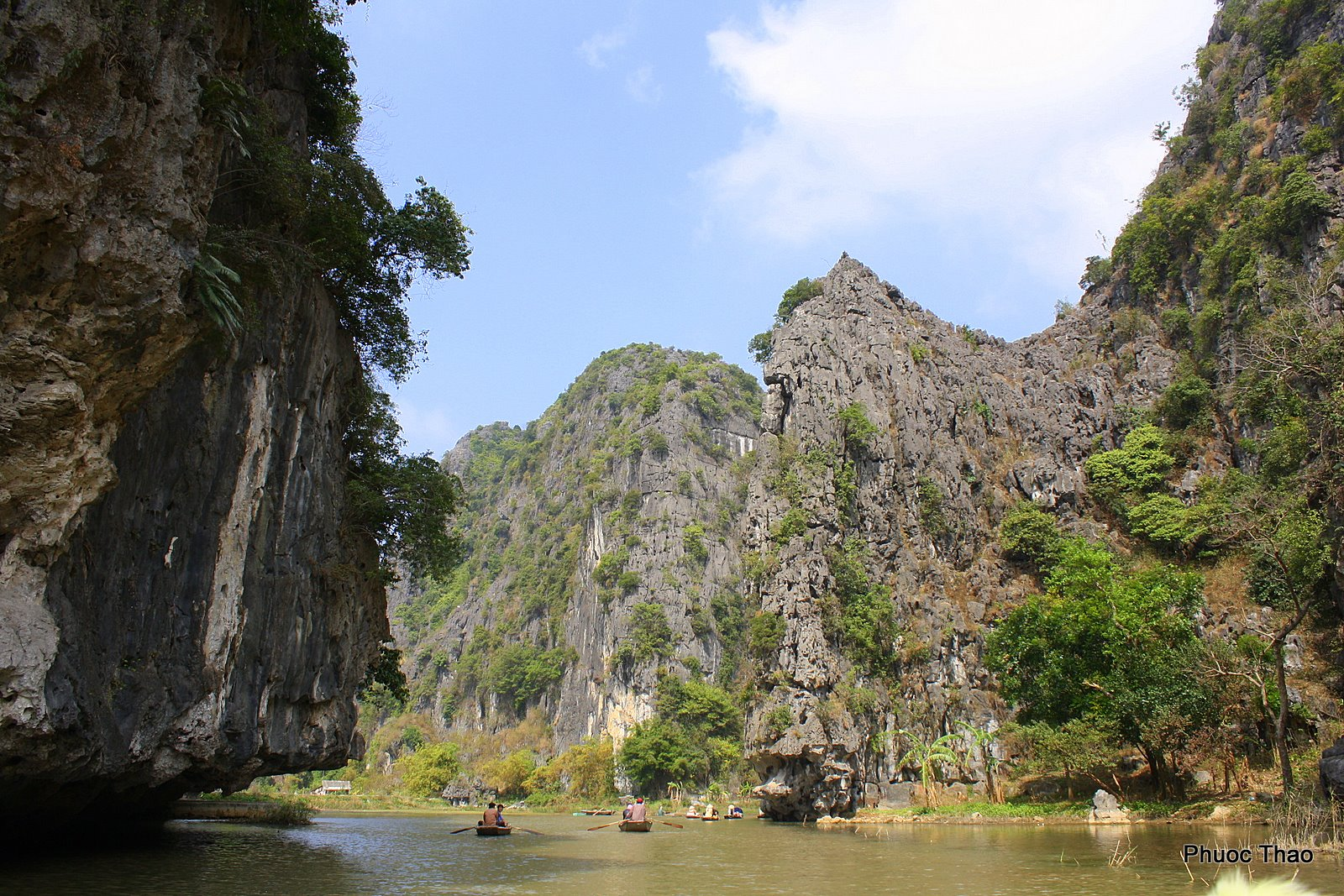
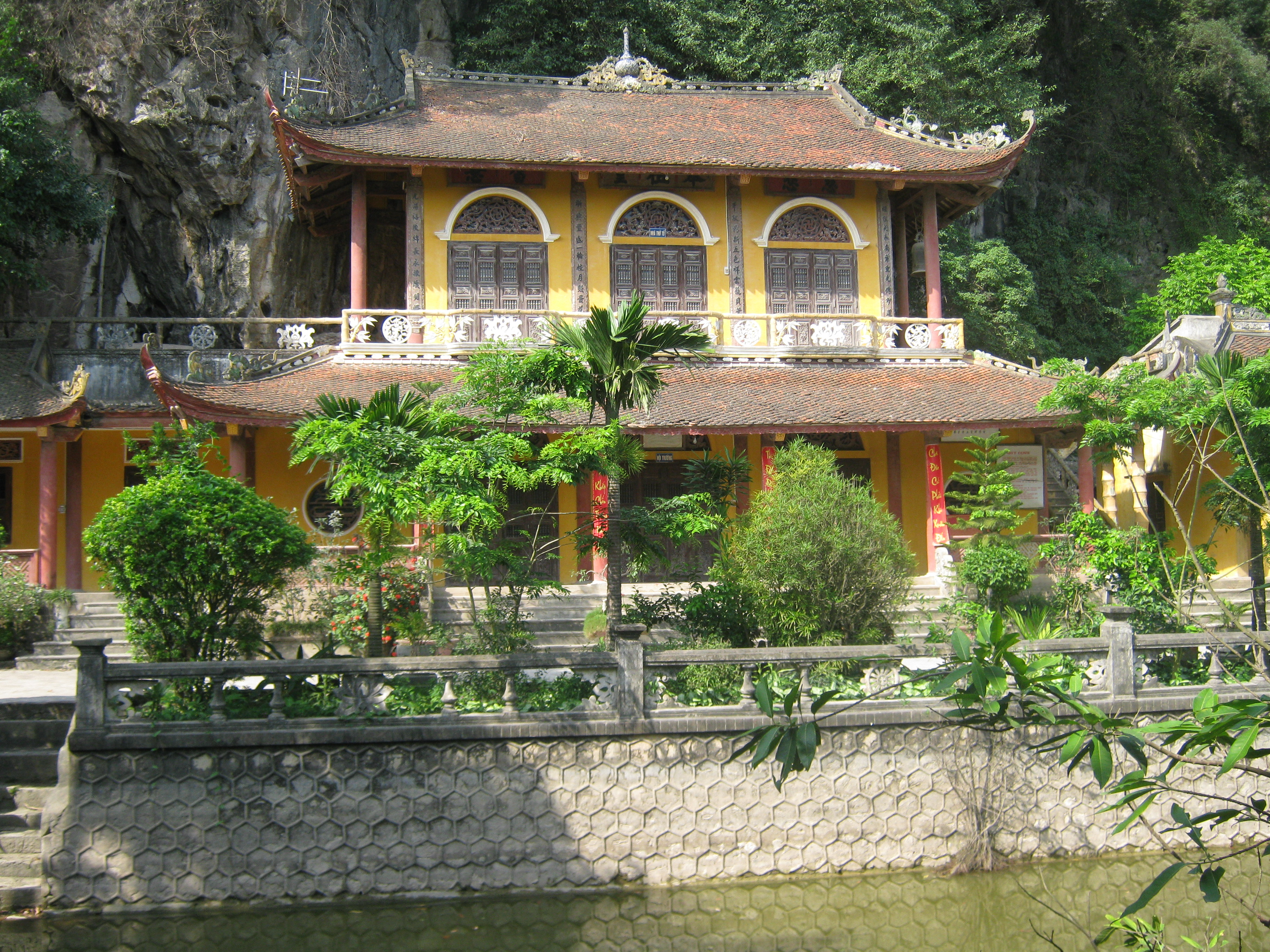
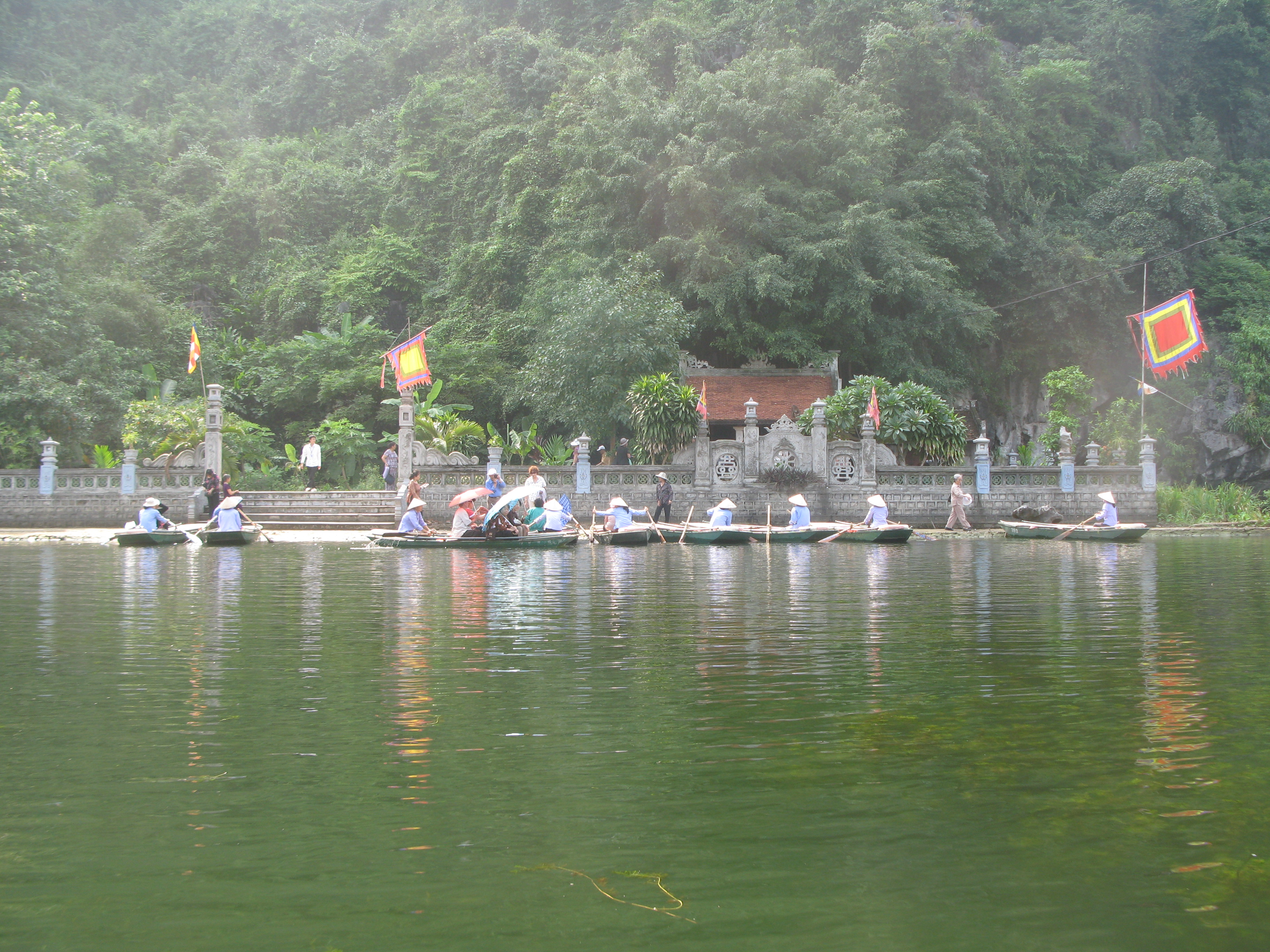
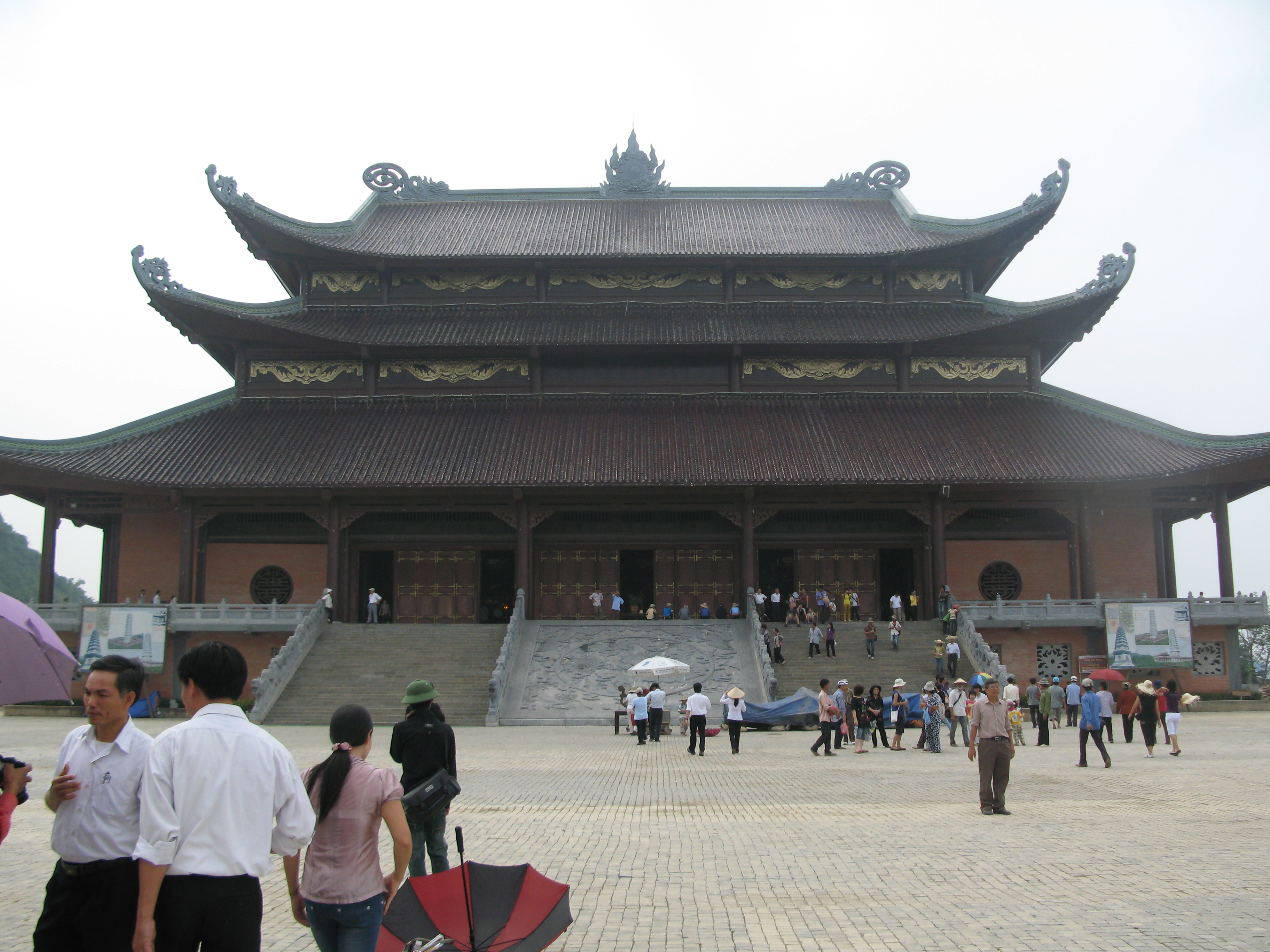
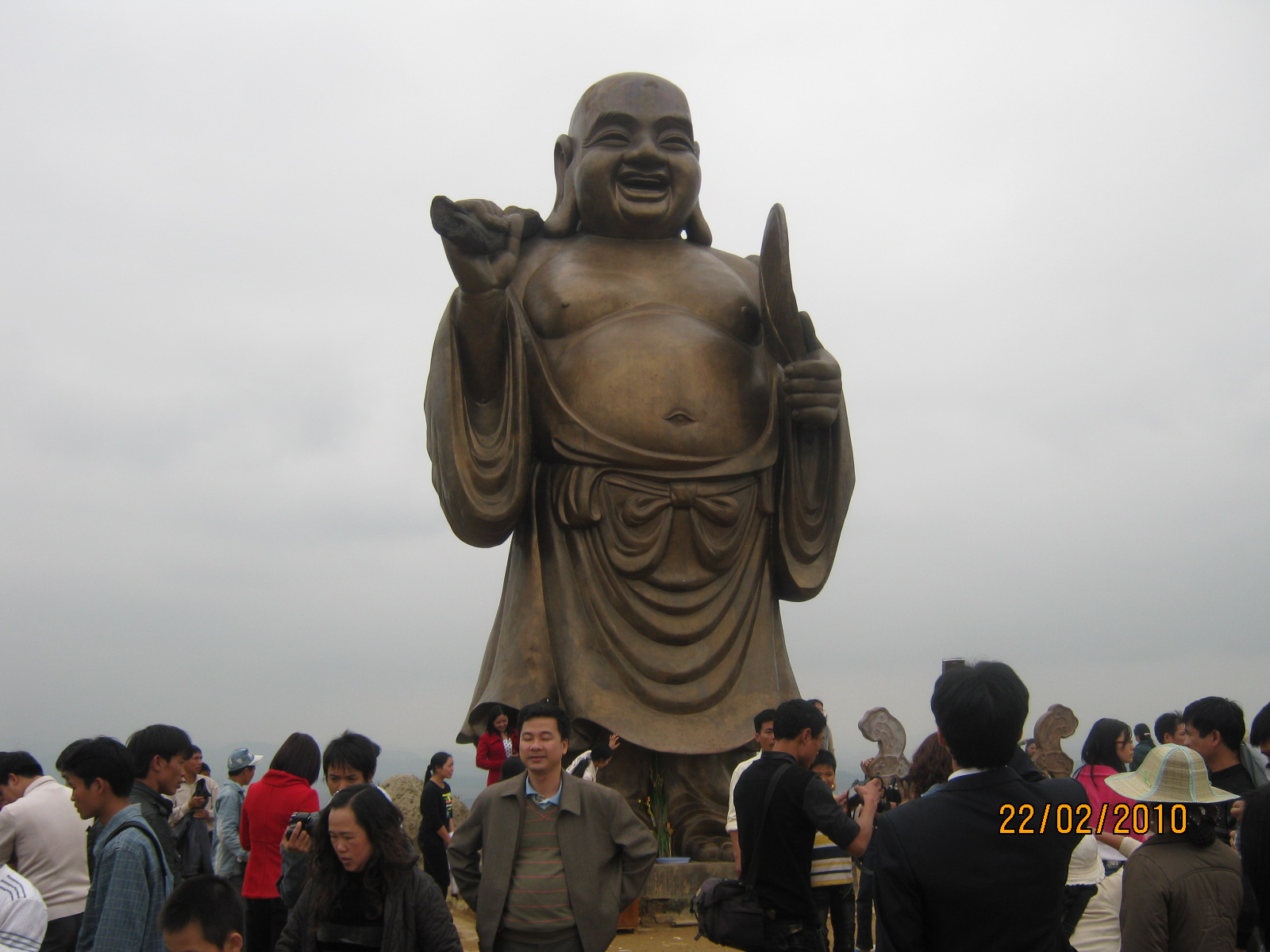

- La montagne Hang Mua[2]